# Loužnice
Loužnice är en ort i Tjeckien. Den ligger i den norra delen av landet, 90 km nordost om huvudstaden Prag. Loužnice ligger 458 meter över havet och antalet invånare är 216.
Terrängen runt Loužnice är huvudsakligen kuperad, men den allra närmaste omgivningen är platt. Runt Loužnice är det ganska tätbefolkat, med 65 invånare per kvadratkilometer. Närmaste större samhälle är Liberec, 17,8 km nordväst om Loužnice. I omgivningarna runt Loužnice växer i huvudsak blandskog.